# Nephropoidea
Nephropoidea Dana, 1852 é uma superfamília de crustáceos decápodes da infraordem Astacidea, que contém diversas espécies de interesse comercial, nomeadamente algumas das lagostas e lavagantes mais comuns. Para além das lagostas da família Nephropidae, contém os lavagantes da rara família Thaumastochelidae e três famílias apenas conhecidas do registo fóssil: Chilenophoberidae, Protastacidae e Stenochiridae. O grupo taxonómico filogeneticamente mais próximo é a superfamília Enoplometopoidea.

## Taxonomia
A superfamília Nephropoidea inclui as seguintes famílias com espécies extantes:
- Nephropidae — lagostas e lavagantes;
- Thaumastochelidae — lavagantes raros.